# Hokej na trawie na Letnich Igrzyskach Olimpijskich 1988
Wyniki turnieju hokeja na trawie na Letnich IO w Seulu 1988.

## Rezultaty

### Turniej mężczyzn
| Lp. | Państwo         | Medal |
| --- | --------------- | ----- |
| 1   | Wielka Brytania |       |
| 2   | RFN             |       |
| 3   | Holandia        |       |

### Turniej kobiet
| Lp. | Państwo          | Medal |
| --- | ---------------- | ----- |
| 1   | Australia        |       |
| 2   | Korea Południowa |       |
| 3   | Holandia         |       |